# Sunday at Pete’s
Sunday at Pete’s ist ein Jazzalbum der Formation The Pizzarelli Boys um den Gitarristen Bucky Pizzarelli. Die am 12. und 13. Januar 2007 in River Edge, New Jersey entstandenen Aufnahmen erschienen 2007 auf Challenge Records.

## Hintergrund
Bereits seit den frühen 1980er-Jahren nahm Bucky Pizzarelli mit seinem Sohn John Pizzarelli eine Reihe von Alben u. a. für die Label Stash und Arbors Records auf. In den 2000er-Jahren kam bei weiteren Produktionen der beiden Gitarristen auch Johns Bruder, der Bassist Martin Pizzarelli hinzu, wie bei The Swing Kings (A Tribute to Benny Goodman) und Relaxing at the Penthouse with John Pizzarelli Trio (2002). Ergänzt werde dieses Familien-Trio bei den Aufnahmen zu Sunday at Pete’s um den Schlagzeuger Tony Tedesco, der in den Jahren zuvor mit John Pizzarelli häufig zusammenarbeitete. John spielt elektrische Leadgitarre und sein Vater weiterhin akustische Rhythmusgitarre. Das von John Pizzarelli ausgewählte Repertoire, darunter „Alabamy Bound“ (1925), „When You’re Smiling“ (1928), „Whispering“ (1920) und „Yes Sir, That’s My Baby“ (1925) reiche bis in die 1920er Jahre zurück und enthalte auch einige selten gespielte Songs aus der frühen Swing-Ära.

## Titelliste
- The Pizzarelli Boys, Bucky Pizzarelli, John Pizzarelli, Martin Pizzarelli, Tony Tedesco – Sunday at Pete's (Challenge Records CR73259)[2]

1. Sweet Sue (Victor Young, Will J. Harris) 5:14
2. Alabamy Bound (Bud Green, Budy DeSylva, Ray Henderson) 3:50
3. Whispering (John Schonberger, Richard Coburn, Vincent Rose) 4:51
4. When You’re Smiling (Joe Goodwin, Larry Shay, Mark Fisher) 3:30
5. Bye Bye Blues (Bert Lown, Chauncey Gray, Dave Bennett, Fred Hamm) 4:11
6. When the Blue of the Night (Bing Crosby, Fred Ahlert, Roy Turk) 2:47
7. In the Good Old Summer Time (George Evans, Ren Shield) 3:01
8. A Little World Called Home (Domenick, Heier) 3:26
9. Red Wing (Kerry Mills, Thurland Chattaway) 2:55
10. You're My Girl (Jule Styne, Sammy Cahn) 2:50
11. Rosetta (Earl Hines) 5:01
12. Dardanella (Felix Bernhard, Fred Fisher, Johnny S. Black) 3:25
13. Yes Sir! That’s My Baby (Gus Kahn, Walter Donaldson) 5:07
14. Night on Garrett Mountain (Bucky Pizzarelli, John Pizzarelli, Martin Pizzarelli, Tony Tedesco) 12:08

## Rezeption
Ken Dryden schrieb in All About Jazz, der tuckernde Rhythmus von „Sweet Sue“ böte eine herzliche Einführung in das Familientreffen, während John und Bucky mit Begeisterung über die flotte Behandlung von „Whispering“ solo spielten. Sowohl „When You're Smiling“ als auch „In the Good Old Summer Time“ fühlen sich wie eine Zeitreise-Expedition in eine frühere Ära an. Alles, was fehlt, seien die dazugehörigen Vocals, das Lachen und das Mitklatschen, was wahrscheinlich bei Onkel Pete zu Hause stattgefunden hätte. „Red Wing“ habe die Anmutung von Western Swing aus den 1940er-Jahren, während Bucky während der Einführung den Klang einer Maultrommel auf seiner Gitarre zu erzeugen scheint. „Night on Garrett Mountain“, ein Blues, der offensichtlich im Studio ausgearbeitet wurde, ist das einzige Stück der letzten Zeit, aber der Titel biete einen passenden Abschluss für eine lustige Reise in die Vergangenheit für die Familie Pizzarelli, die nie müde wird, zusammen zu spielen, wenn sich die Gelegenheit ergibt.
Ken Dryden reszensierte das Album auch in Allmusic und zeichnete das Album mit 4½ (von fünf) Sternen aus. Ergänzend notierte er, die luftige Behandlung von ‚Alabamy Bound‘ erwecke den Eindruck, dass „ein Zug die Gleise hinunterfährt“, während in der swingenden Kulisse von ‚In the Good Old Summertime‘ und der optimistischen Lesart von ‚Red Wing‘ eine Welle der Nostalgie überflutet wird.
Nach Ansicht von Harvey Siders, der das Album in JazzTimes besprach, spielte die Familienband nicht viel Jazz, doch es gäbe gelegentlich Funken. So spiele John Pizzarelli ein feines Akkord-Solo in „Whispering“, webt sich mit einsaitigen Obligatos in der Novelty-Melodie „You’re My Girl“ um Papa und fügt Buckys „Yes Sir“ einen angenehmen Kontrapunkt hinzu. Die Musiker spielten dreizehn solcher Oldies, deren Tempo nie lauwarm sei; alles sei „angenehm und zivilisiert“. Das einzige Zugeständnis an Jazzfans sei der 14. und letzte Track, der langsame Blues „Night on Garrett Mountain“. „Tedesco spielt das wohl langsamste Besen-Solo in der Geschichte. Martin trägt ein bedeutungsvolles, wandelndes Solo bei, das nicht länger von Bruder John gehemmt wird, der wie Freddie Green spielt.“